# أنطوان سيزار بيكريل
أنطوان سيزار بيكريل (بالفرنسية: Antoine Becquerel)‏ (7 مارس 1788-18 يناير 1878) عالم فرنسي ورائد في المجال الكهربي وظاهرة الضيائية واللمعان. هو أب الفيزيائي الشهير إدموند بيكيريل وجد الفيزيائي والحاصل على نوبل هنري بيكريل. واسمه من ضمن 72 اسم منقوش على برج إيفل.

## السيرة الذاتية

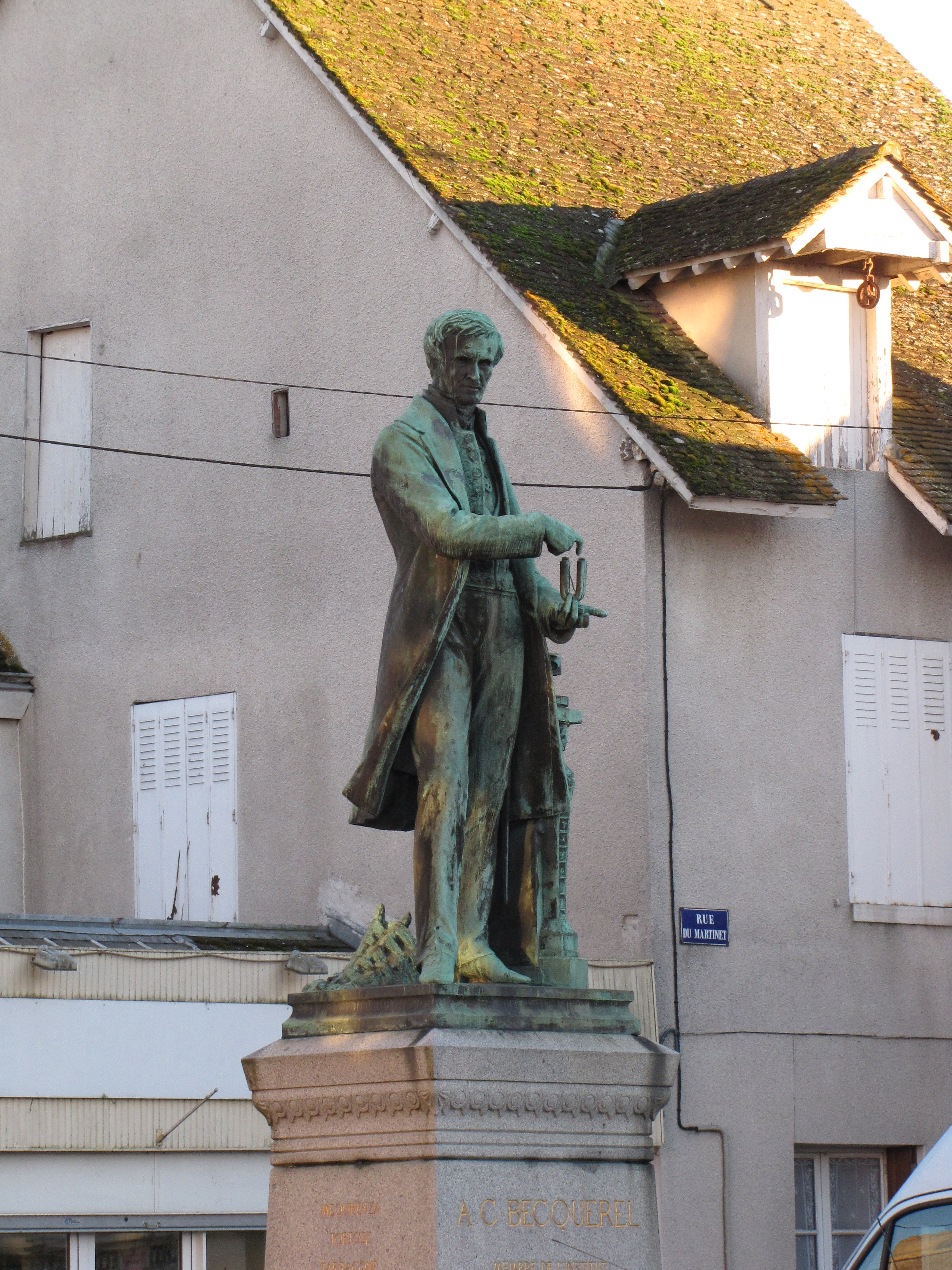
تمثال لأنطوان سيزار بيكريل في إقليم لواريت

ولد أنطوان في شاتيون-كوليني. بعد تخرجة من المدرسة متعددة التكنولوجية استطاع ان يصبح ضابط مهندس في عام 1808. وانضم للقوات الإسبانية من عام 1810 الي عام 1812. ثم عاد الي القوات الفرنسية مرة أخرى عام 1814. ثم استقال من عمله وتفرغ لباقي حياته للأبحاث العلمية.
في عام 1820، خلال عمله مع العالم في المعادن والبلورات رينيه جست أيوي، وجد أن أي مادة تتعرض للضغط تولد كهرباء نتيجة التفاعلات غلى سطحها (يختلف هذا عن الكهرباء الانضغاطية). في عام 1825 اخترع الجلفانومتر التفاضلي لتحديد قيمة المقاومات الكهربائية بدقه. في عام 1829 اخترع خلية كهروكيميائية ثابته التيار، وهي نسخه متقدمة لخلية دانيال.
في عام 1839 عمل مع ابنة إدموند بيكيريل على اكتشاف الظاهرة الكهروضوئية ( العامل الأساسي لعمل أي خلية كهروضوئية) باستخدام إلكترود مغمور في سائل موصل.
كانت اهتمامته في أول حياته مرتبطه بعلم المعادن، ولكنه سرعان ما جذبت دراسة طبيعة الكهرباء اهتمامه وخصوصا الكيمياء الكهربائية. في عام 1837 أصبح عضوا في الجمعية الملكية وحصل على وسام كوبلي لإسهاماته العديدة في الكهرباء بشكل عام وإنتاج الخلايا الفسفورية بشكل خاص. يعتبر انطوان هو أول من جهز عناصر معدنية من خاماتها الأولية باستخدام طريقته. كان من المتوقع استخدام هذه الطريقة في إعادة تركيب الاجسام الكريستالية (هذه الطريقة تشبة ما تقوم به الطبيعة في تحويل المواد من شكل إلى آخر).
اهتم أنطوان أيضا بدراسة الكيمياء الحيوية وعمل على مرض سخونة اجسام الحيوانات، والظواهر المصاحبة لنمو النباتات. وكرس فترة كبيرة من حياته في الأسئلة الفلكية وعمليات الرصد.
توفي أنطوان في يوم 18 يناير 1878 في باريس عن عمر يناهز 89 عاما.

## التكريم
- في عام 1836 أصبح أنطوان مراسل المعهد الملكي عام 1836.
- انضم كعضو أجنبي في الأكاديمية الملكية الهولندية للفنون والعلوم في عام 1851.[4]
- في عام 1837 أصبح استاذا في قسم الفيزياء للمتحف الوطني للتاريخ الطبيعي بفرنسا.
- ذكر اسمه ضمن 72 اسم نقشوا على برج إيفل.

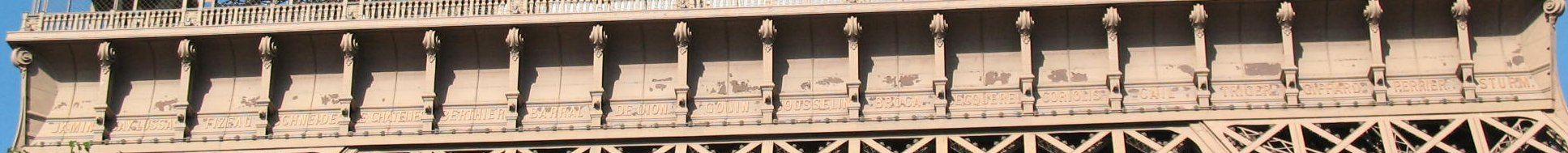
واجهة غرونال والتي نقش عليها اسم أنطوان سيزار بيكريل.

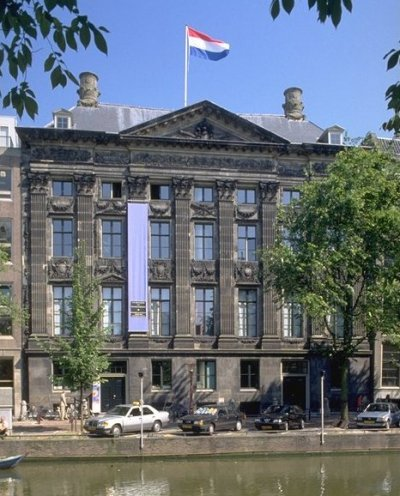
الأكاديمية الملكية الهولندية للفنون والعلوم

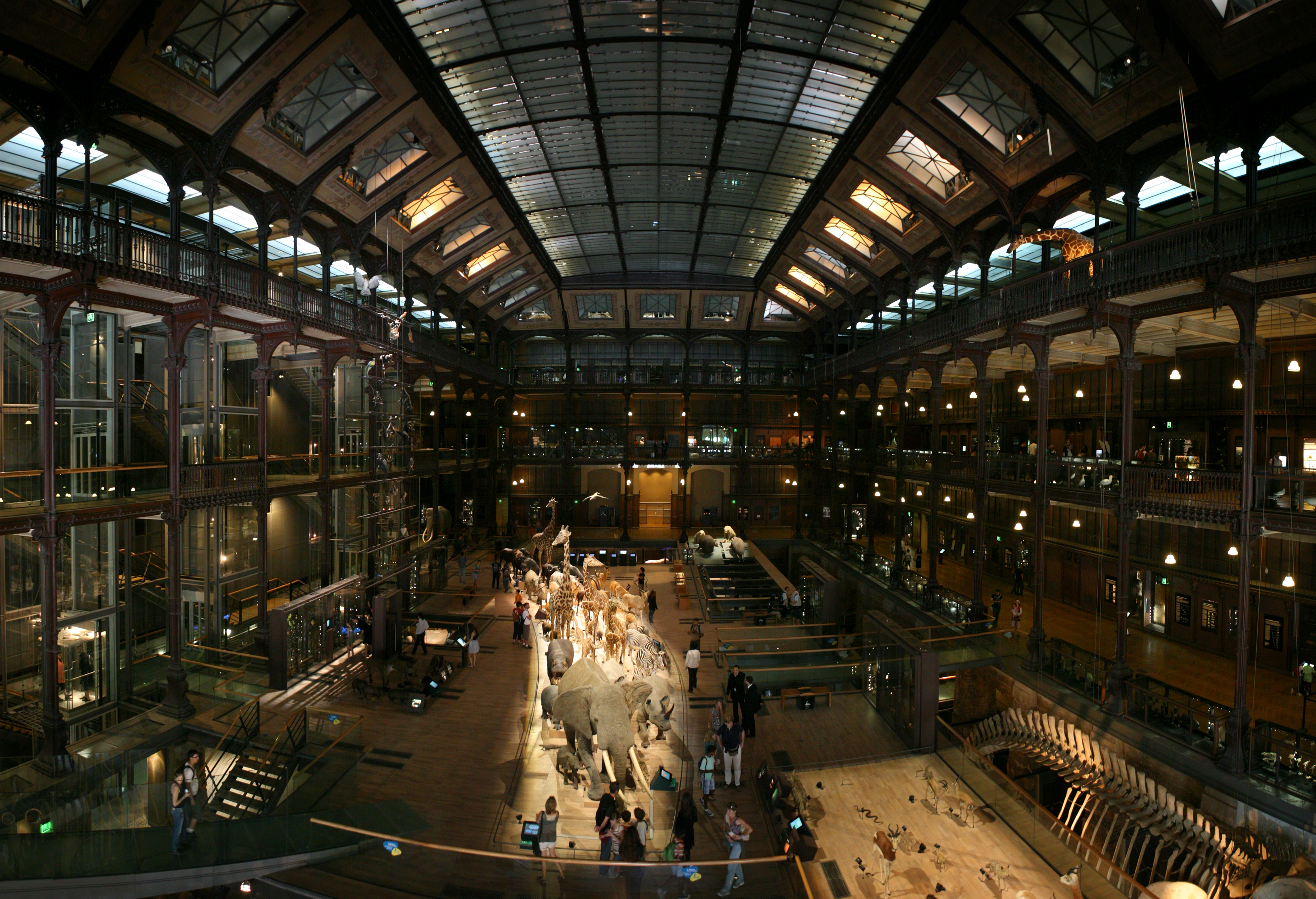
المتحف الوطني للتاريخ الطبيعي بفرنسا

## كتاباته
كتب أنطوان العديد من الكتب مثل :
- أطروحة عن الكهرباء والمغناطيسية وإستغرق تأليف هذا الكتاب ست أعوام من 1834 إلى 1840.
- معاهدة المادية في علاقاتها مع الكيمياء في عام 1842.
- العناصر الكهربائية والكيميائية في عام 1843.
- أطروحة كاملة عن المغناطيسية عام 1845.
- العناصر الأرضية وعمليات الرصد في عام 1847.
- تأثير المناخ على الغابات والأشجار في عام 1853.

## وصلات خارجية
- أنطوان سيزار بيكريل على موقع الموسوعة البريطانية (الإنجليزية)